# Türkische Küstenwache

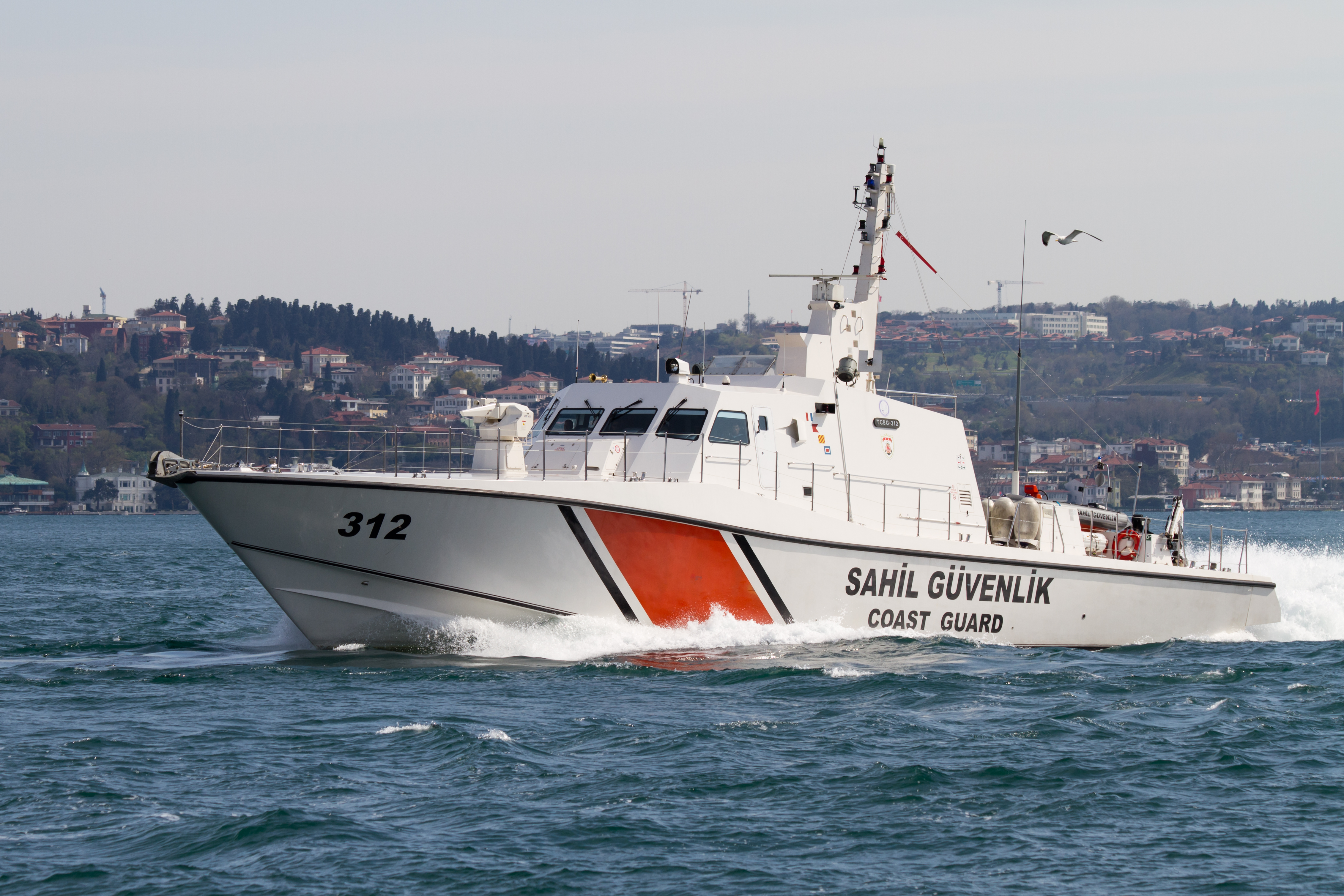
Patrouillenboot der türkischen Küstenwache

Die türkische Küstenwache (türk. Türk Sahil Güvenlik Komutanlığı) ist Bestandteil der türkischen Streitkräfte.
Der Küstenwache gehören 3250 Soldaten an, darunter 1400 Wehrpflichtige. Sie unterstand seit ihrer Gründung 1982 bis 1995 der Jandarma, seitdem ist sie in Friedenszeiten direkt dem türkischen Innenministerium zugeordnet, aber in Kriegszeiten dem Verteidigungsministerium.
Die Küstenwache gliedert sich in die vier Bereichskommandos (Mittelmeer, Ägäis, Marmarameer und Schwarzes Meer). Sie besitzt neben Patrouillenbooten CN-235-Flugzeuge und AB.412EP-Hubschrauber (siehe Liste von Schiffen der türkischen Marine).

## Liste der Oberkommandierenden der Küstenwache
| #  | Befehlshaber                      | Dienstantritt   | Dienstende      |
| -- | --------------------------------- | --------------- | --------------- |
| 1  | Konteradmiral Mustafa Turunçoğlu  | 24. August 1982 | 16. August 1984 |
| 2  | Konteradmiral İlhan Aran          | 13. August 1984 | 13. August 1986 |
| 3  | Konteradmiral Çetin Ersarı        | 13. August 1986 | 12. August 1988 |
| 4  | Konteradmiral Aydan Erol          | 12. August 1988 | 13. August 1990 |
| 5  | Konteradmiral Ekmel Totrakan      | 13. August 1990 | 14. August 1992 |
| 6  | Konteradmiral Niyazi Ulusoy       | 14. August 1992 | 10. August 1994 |
| 7  | Konteradmiral Aydın Canel         | 10. August 1994 | 14. August 1996 |
| 8  | Konteradmiral Alper Çetin Tezeren | 14. August 1996 | 19. August 1998 |
| 9  | Konteradmiral Yalçın Ertuna       | 14. August 1998 | 14. August 2002 |
| 10 | Konteradmiral Engin Heper         | 14. August 2002 | 12. August 2005 |
| 11 | Konteradmiral Can Erenoğlu        | 12. August 2005 | 12. August 2008 |
| 12 | Konteradmiral Atilla Kezek        | 12. August 2008 | 12. August 2009 |
| 13 | Konteradmiral İzzet Artunç        | 12. August 2009 | 10. August 2011 |
| 14 | Konteradmiral Serdar Dülger       | 10. August 2011 | 2. August 2012  |
| 15 | Konteradmiral Hasan Uşaklıoğlu    | 2. August 2012  | 12. August 2013 |
| 16 | Konteradmiral Adnan Özbal         | 12. August 2013 | 12. August 2014 |
| 17 | Konteradmiral Hakan Üstem         | 12. August 2014 | Amtierend       |